# Жовтюх Ерато
Жовтюх Ерато (Colias erate) — вид денних метеликів родини біланових (Pieridae).

## Поширення
Вид поширений у степовій та лісостеповій зонах Європи, Північної Африки та Азії. Його ареал простягується від Австрії до Японії і Тайваню, а на південь тягнеться до Сомалі та Ефіопії. В Україні звичайний на півдні країни, в степовому та передгірському Криму. Північна межа ареалу проходить по лінії Київ-Ніжин. Відсутній на північному заході України та в Кримських горах.

## Опис
Довжина переднього крила 17-30 мм, розмах крил — 31-55 мм. Крила самця жовті або зеленувато-жовті, з широкою чорною облямівкою; рідше жовто-руді або зі світлою облямівкою. Крила самиці жовті або світло-руді, з широкою облямівкою зі світлими цятками; заднє крило густо скритесірими лусочками. Світла перев'язь перед краєм заднього крила у самиця трохи світліша від загального фону. Трапляються самиці з білим забарвленням верхньої сторони крил. У обох статей чорна облямівка на обох кінцях переднього крила дає круті загини до кореня.

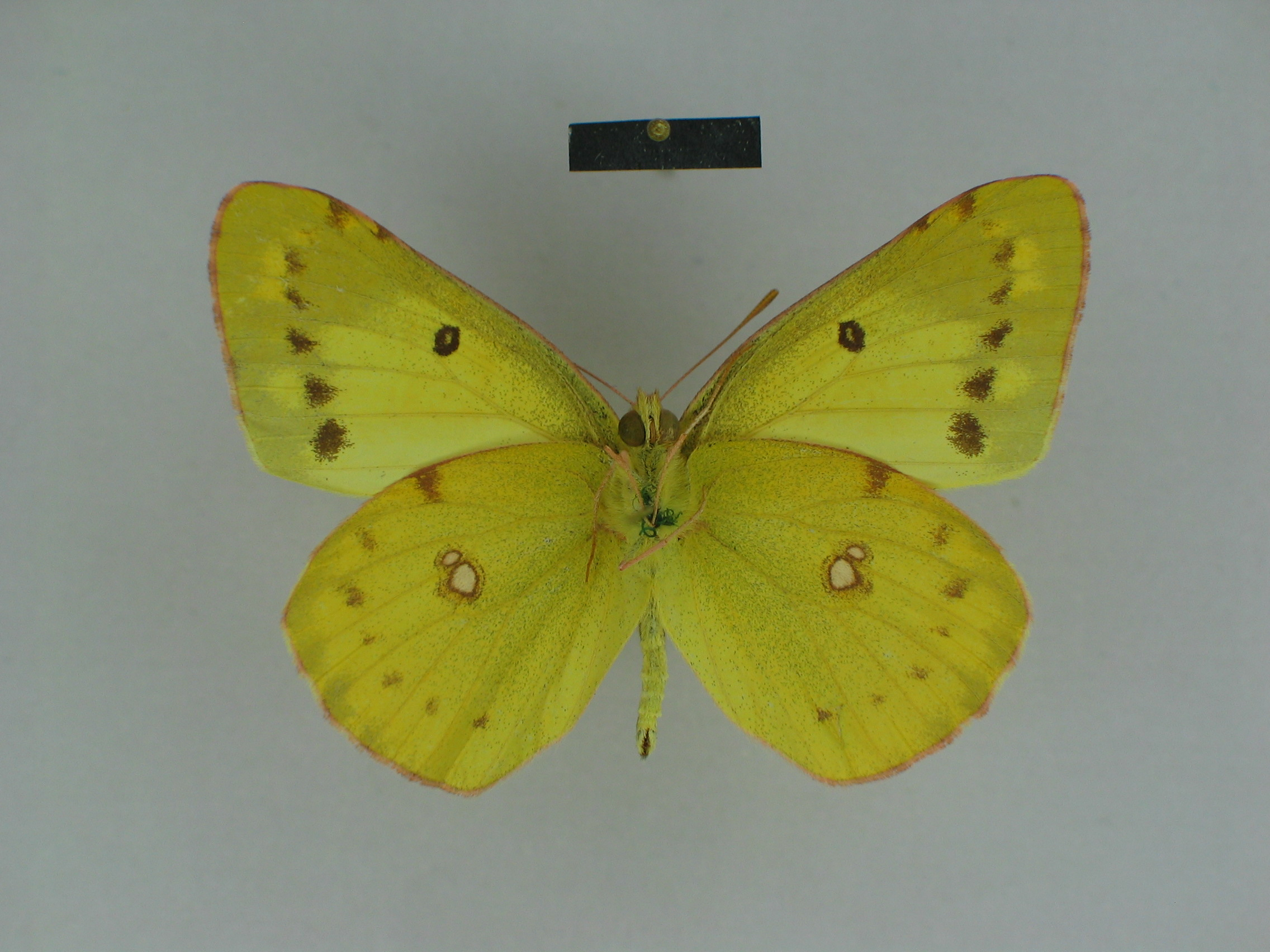
Самець, вентральна сторона
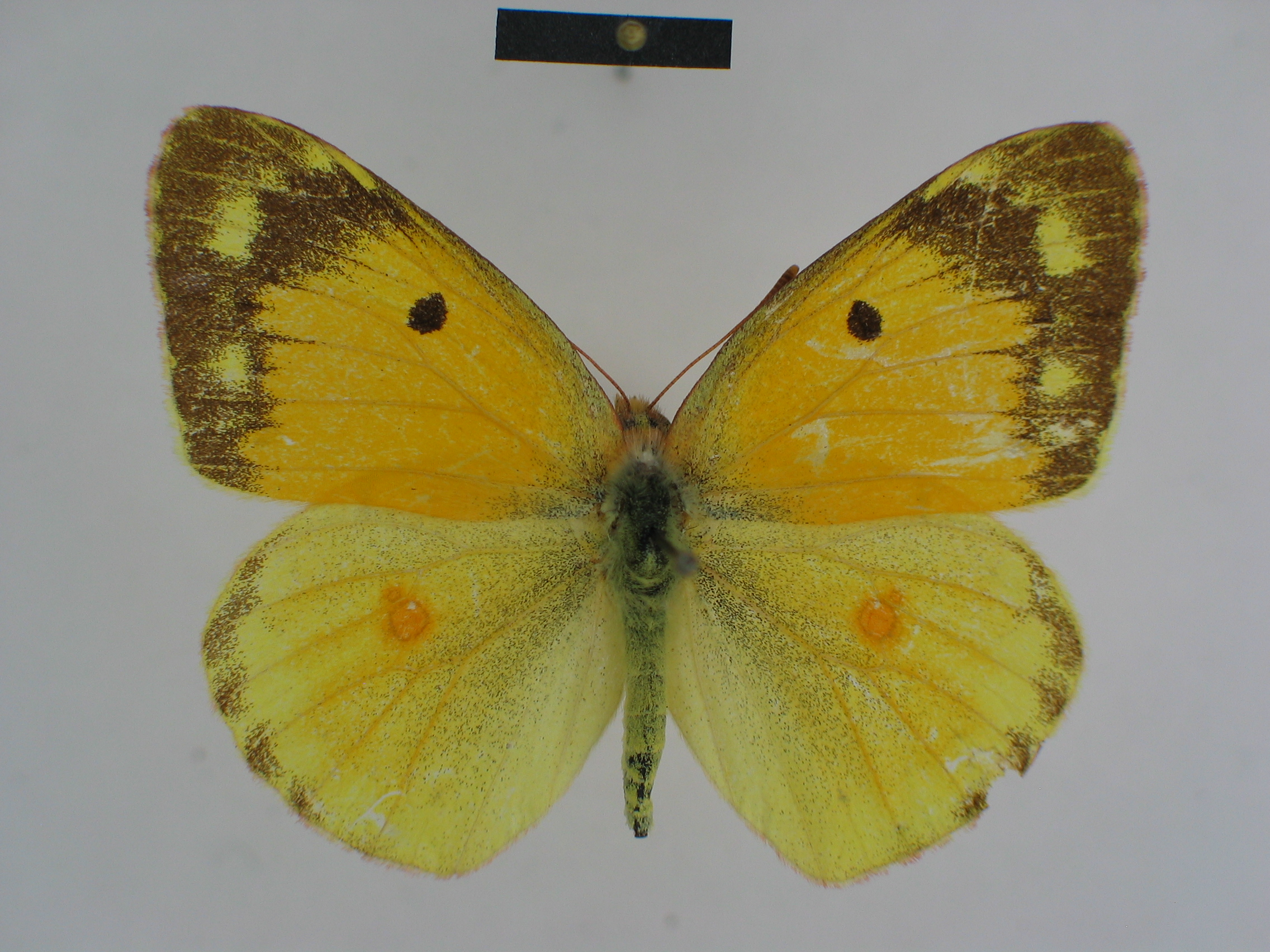
Самець, дорсальна сторона
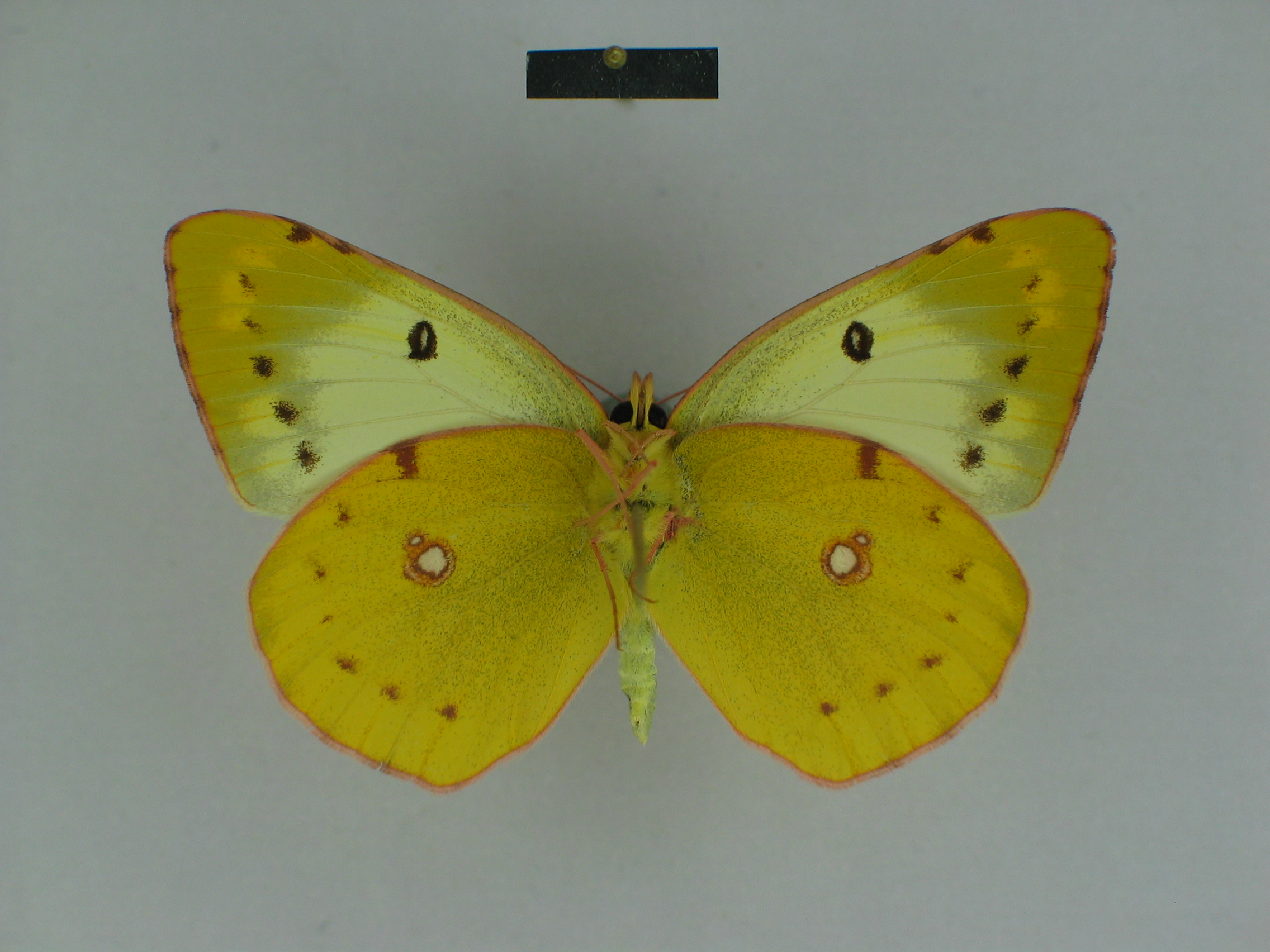
Самиця, вентральна сторона

## Спосіб життя
За рік може бути 2-3 покоління. Метелики літають з травня по червень і з липня по жовтень. Трапляються в степах різних типів, на лугах, люцернових і конюшинових полях. Гусениці живляться листям бобових: люцерною, конюшиною, еспарцетом, буркуном та викою.

## Підвиди
- С. е. erate (Україна, Туреччина, Ліван, Болгарія, Румунія, Македонія, Греція, Угорщина, Австрія, Туркменістан, Казахстан, Киргизія, Узбекистан, Таджикистан, Афганістан)
- С. е. amdensis   Verity, 1911  (Китай: Цінхай, Ганьсу, Сичуань)
- С. е. marnoana   Rogenhofer, 1884  (Судан, Ефіопія, південно-західна Аравія)
- С. е. sinensis   Verity, 1911 р.  (Манджурія, Північна Корея)
- С. е. formosana   Shirôzu, 1955  (Тайвань)
- С. е. lativitta   Moore, 1882  (Непал, північ Індії)
- С. е. poliographus  Motschulsky, 1860  (Монголія, Японія, Амур, Уссурі, Сахалін, Тянь-Шань)
- С. е. tomarias   Bryk, 1942  (Курили)
- С. е. naukratis   Fruhstorfer, 1909  (Алтай, Південний Сибір, Забайкалля)
- C. е. nilagiriensis   C. & R. Felder, 1859  (південь Індії)